# Права ЛГБТ в Сингапуре
Лесбиянки, геи, бисексуалы и транс-люди (ЛГБТ) в Сингапуре сталкиваются с проблемами, с которыми не сталкиваются люди, не принадлежащие к ЛГБТ. Однополые отношения не признаются законом, а усыновление детей однополыми парами является незаконным. Для ЛГБТ не существует антидискриминационной защиты.
Однополая сексуальная активность легальна как для мужчин, так и для женщин; для мужчин она была официально легализована в 2022 году после того, как была де-факто декриминализована с 2007 года, а для женщин она всегда была легальной. Защита прав транс-людей в стране также является наиболее прогрессивной в регионе, в частности, Сингапур стал первой страной в Азии, легализовавшей гендерно-аффирмативные операции в 1973 году.
Общество Сингапура обычно считается консервативным. Несмотря на это, ЛГБТ-мероприятия, такие как Pink Dot, проводятся ежегодно с 2009 года, и их посещаемость растет. В соответствии с мировыми тенденциями отношение к членам ЛГБТ-сообщества постепенно меняется и становится более приемлемым и терпимым, особенно среди молодежи.

## Законность однополой сексуальной активности
Сингапурский закон, унаследованный от Британской империи, запрещал мужеложество независимо от пола. Таким образом, гетеросексуальный и гомосексуальный анальный или оральный секс был незаконен. В 2007 году такая сексуальная активность была легализована для гетеросексуалов и лесбиянок, но не для геев. Наказание составляет два года тюремного заключения, и генеральный прокурор Люсьен Вонг заявил, что он все еще имеет законные полномочия преследовать кого-либо в соответствии со статьей 377A Сингапура. Статья 377A может использоваться для судебного преследования, если заявления поданы в полицию, особенно в отношении несовершеннолетних.
В июне 2019 года на саммите Smart Nation Summit премьер-министр Ли Сяньлун подтвердил, что Сингапур сохранит статью 377A «в течение некоторого времени», сказав: «Независимо от вашей сексуальной ориентации, вы можете приехать и работать в Сингапуре … но при этом знать наши правила в Сингапуре. Таково наше общество: мы не такие, как Сан-Франциско, и мы не такие, как некоторые страны Ближнего Востока. [Мы] что-то среднее, это то, каким является общество».
В феврале 2022 года Апелляционный суд при Верховном суде подтвердил, что 377A не может быть использована для судебного преследования мужчин за секс с другими мужчинами.

## Законы
После тщательного пересмотра Уголовного кодекса в 2007 году оральный и анальный секс были легализованы для гетеросексуалов и лесбиянок. Изменения означали, что оральный и анальный секс между взрослыми женщинами и гетеросексуальными парами по обоюдному согласию больше не считались правонарушением. Тем не менее, статья 377A, которая касается половых актов между мужчинами по обоюдному согласию, остается в силе.
В своей заключительной речи по поводу дебатов по поводу частичной отмены статьи 377A премьер-министр Ли Сяньлун сказал депутатам перед голосованием, что «Сингапур - в основном консервативное общество ... Семья является основным строительным блоком этого общества. Под семьей в Сингапуре мы имеем в виду одного мужчину, одну женщину, вступающих в брак, имеющих детей и воспитывающих детей в рамках стабильной семейной ячейки».

### Статья 377A («Посягательство на порядочность»)
Статья 377A гласит: «Любое лицо мужского пола, которое публично или в частном порядке совершает или способствует совершению, либо обеспечивает или пытается добиться совершения каким-либо лицом мужского пола любого грубого непристойного действия с другим лицом мужского пола, должно быть наказано лишением свободы на срок до 2 лет». Статья 377A по-прежнему применяется время от времени. С 2007 по 2013 год девять человек были осуждены по данной статье.

### Статья 354 Уголовного кодекса («Проявление скромности»)
Статья 354 предусматривает, что если какое-либо лицо применяет преступную силу к любому лицу с намерением оскорбить или зная, что это могло бы оскорбить скромность этого человека, он должен быть приговорен к тюремному заключению на срок не более двух лет либо со штрафом, либо с нанесением ударов палкой или с любыми двумя из подобных наказаний. Преступления, которые указаны по статье 354, требуют физического контакта. Однако, если физический контакт отсутствует, за гомосексуальное поведение также может быть предъявлено обвинение в соответствии со статьей 294A.

### Раздел 294 Уголовного кодекса
Если жертва провокации использует символический жест, чтобы обозначить намерение вступить в половую связь с полицейским-приманкой, его могут судить в соответствии со статьей 294 Уголовного кодекса, которая охватывает совершение любого непристойного действия в любом общественном месте, которое вызвало бы раздражение окружающих - с лишением свободы на срок до трех месяцев, штрафом или и тем, и другим. С 1990 по 1994 год в суд было передано шесть дел о непристойных действиях. Обвиняемые были оштрафованы на сумму от 200 до 800 долларов.

### Закон о различных правонарушениях (общественный порядок и причинение вреда)
Статья 19 (вымогательство в общественном месте) Закона о различных правонарушениях (общественный порядок и причинение вреда), которая охватывает как проституцию, так и вымогательство «в любых других аморальных целях», может использоваться для преследования за гомосексуальные действия. Это преступление влечет за собой штраф в размере до 1000 долларов США, который удваивается при последующем обвинении, включая тюремный срок до шести месяцев.
Согласно статистике социолога Национального университета Сингапура Лоуренса Леонг Вай Тэна, с 1990 по 1994 год было 11 случаев, когда геям были предъявлены обвинения в вымогательстве. Они были оштрафованы на сумму от 200 до 500 долларов.

### Усилия по декриминализации
Активисты-правозащитники призывали и настаивали на отмене статьи 377A, утверждая, что она нарушает неприкосновенность частной жизни, право на жизнь и личную свободу, причем два последних пункта защищены конституцией. В 2007 году Демократическая партия Сингапура призвала отменить статью 377A.
В 2012 году Тан Энг Хун был найден в компании другого человека, и первоначально ему было предъявлено обвинение по статье 377A, но позже он признал себя виновным по меньшей мере. Тан решил продолжить свое дело против статьи 377A на том основании, что она несовместима со статьями 9, 12 и 14 Конституции Сингапура. Эти статьи гарантируют право на жизнь и личную свободу и предусматривают, что все люди имеют право на равную защиту перед законом. Решая, может ли апелляция по делу Тана быть рассмотрена в Верховном суде, Апелляционный суд установил, что статья 377A может «возможно» нарушить право на равенство перед законом, как это предусмотрено в статье 12. Однако постановление не было рассмотрено по существу по техническим причинам.
Дело Тана рассматривалось в Верховном суде вместе с другой апелляцией, оспаривающей статью 377A, и 29 октября 2014 года было вынесено постановление. Постановление оставило в силе запрет страны на однополые отношения между взрослыми мужчинами по согласию. Суд постановил, что статья 377A не нарушает статьи 9 и 12 Конституции Сингапура. Адвокат заявителя утверждал, что статья 377A криминализирует группу людей за врожденные особенности, хотя суд пришел к выводу, что «в настоящее время нет окончательного вывода» о «предполагаемой неизменности» гомосексуализма. В конечном итоге суд постановил, что законодательные реформы, разрешающие гомосексуальный секс, были вопросом, который должен рассмотреть парламент Сингапура.
В сентябре 2018 года, после громкой отмены статьи 377 Уголовного кодекса Индии Верховным судом Индии, более 50 000 человек, включая бывшего генерального прокурора и нескольких бывших дипломатов, подписали петицию под названием «READY4REPEAL» с призывом к отмене статьи 377A в рамках серьезного пересмотра уголовного кодекса. Однако правительственные чиновники отказались это сделать. Дипломат Томми Кох и бывший генеральный прокурор Уолтер Вун призвали членов ЛГБТ-сообщества оспорить закон.
Вскоре после отмены статьи 377 в Индии в 2018 году сингапурский диджей Джонсон Онг Мин подал иск в Высокий суд, утверждая, что статья 377A Сингапура «нарушает человеческое достоинство». Статья 377 Уголовного кодекса Индии статья 377A Уголовного кодекса Сингапура фактически идентичны, поскольку оба были введены в действие Британской империей, что вселяет надежды в Сингапуре на отмену дискриминационного закона. Высокий суд Сингапура дал истцу срок до 20 ноября, чтобы он представил свои аргументы.
В ноябре 2018 года активист по защите прав ЛГБТ Брайан Чунг Чи Хонг подал еще один иск в Верховный суд, утверждая, что статья 377А «несовместима» с частями Конституции Сингапура и, следовательно, «недействительна». Согласно судебным документам, заявитель утверждает, что статья 377A несовместим со статьей 9, статьей 12 и статьей 14 Конституции.
Третий судебный иск был подан в сентябре 2019 года Роем Тан Сенг Ки, врачом на пенсии. Тан сообщил в своем заявлении, что «узаконивая дискриминацию, она отдаляет [ЛГБТ-людей] от чувства принадлежности и целенаправленного места в нашем обществе и не дает им гордиться достижениями Сингапура».
Все три дела были отклонены Высоким судом 30 марта 2020 года закрытым решением судьи Си Ки Она.

## Признание однополых отношений
Сингапур не признает однополые отношения ни в какой форме (например, браки, гражданские союзы или домашние партнерства).

## Усыновление и воспитание
Усыновление детей геями и лесбиянками в Сингапуре незаконно.
В декабре 2018 года было разрешено одно редкое исключение, когда сингапурский гей получил право усыновить ребенка, которого он родил в США при помощи суррогатной матери. Высший суд Сингапура отменил постановление 2017 года, в котором окружной судья постановил, что мужчина не может законодательно усыновить своего сына, потому что тот был зачат путем экстракорпорального оплодотворения. В январе 2019 года в ответ министр социального и семейного развития Десмонд Ли заявил парламенту, что он стремится укрепить сингапурские законы об усыновлении, чтобы предотвратить большее число случаев однополого усыновления и что он не поддерживает «формирование семейных единиц с детьми гомосексуальных родителей через такие учреждения и процессы, как усыновление». В соответствии с законодательством Сингапура внебрачные дети считаются незаконнорожденными и, таким образом, не имеют права на определенные социальные пособия, если только ребенок не был усыновлен.

## Защита от дискриминации
Не существует никаких законов, конкретно защищающих ЛГБТ-сингапурцев от дискриминации на рабочем месте, в жилищных условиях или в любых других соответствующих областях. Предыдущие попытки потребовать возмещения ущерба за предполагаемое дискриминационное поведение в таких областях были отклонены сингапурскими судами.
В 2019 году в Закон о поддержании религиозной гармонии были внесены поправки, призванные защитить ЛГБТ-сообщество от насилия на религиозной почве. Против религиозной группы или ее членов могут быть возбуждены судебные иски за призывы к насилию против определенных «целевых групп». В пояснительном заявлении говорится: «Целевая группа не должна ограничиваться лицами, исповедующими определенную религию. Целевая группа может состоять из атеистов, лиц из определенной расовой общности, которые имеют аналогичную сексуальную ориентацию или имеют определенную национальность. или по происхождению, как иностранные рабочие или новые граждане».

## Военная служба
До 2003 года гомосексуалам запрещалось занимать «чувствительные должности» на государственной службе Сингапура. В прошлом некоторых призывников национальной службы поощряли посетить конверсионную терапию. Некоторых сингапурских призывников, заявляющих о своей гомосексуальности, исключили из офицерской подготовки, а другим было отказано в допусках к секретным службам, необходимых для выполнения определенных задач в армии.

## Конверсионная терапия
В январе 2006 года Министерство общественного развития, молодежи и спорта выделило 100 000 сингапурских долларов (61 500 долларов США) Лиге свободы, организации, связанной с движением «бывших геев», для содействия конверсионной терапии. Организация заявляет, что «способствует гендерному и сексуальному здоровью человека, семьи и общества». Однако из-за давления со стороны активистов по защите прав геев Лига Свободы вернула этот грант министерству, и с 2014 года организация прекратила свое существование.
В мае 2020 года тогдашний министр здравоохранения Ган Ким Ён указал на позицию правительства против конверсионной терапии в письменном ответе на вопрос назначенного члена парламента Антеи Онга. В ответе говорится: «(Министерство здравоохранения) ожидает, что врачи и другие медицинские работники будут практиковать в соответствии с передовой практикой, основанной на фактических данных, и клинической этикой, а также будут учитывать и уважать предпочтения и обстоятельства пациентов (включая сексуальную ориентацию) при оказании помощи. . представители общественности могут подать официальную жалобу в Медицинский совет Сингапура, если врач действует неэтично или предоставляет ненадлежащее лечение». Тем не менее, он добавил в отдельном заявлении, что Министерство здравоохранения не получало никаких жалоб от самопровозглашенных пациентов ЛГБТ за последние три года.

## Условия жизни
Несмотря на правовые условия в стране, представители правительства Сингапура ранее положительно отзывались об условиях, с которыми сталкиваются ЛГБТ-граждане в антидискриминационном комитете Организации Объединенных Наций, заявляя, что «гомосексуалисты могут свободно вести свою жизнь и заниматься своей общественной деятельностью. Группы геев имеют право участвовать в публичных обсуждениях и опубликовывать веб-сайты, а в Сингапуре есть фильмы и спектакли на гей-темы, гей-бары и клубы».

### СМИ
Управление по развитию СМИ Сингапура запрещает «пропаганду или приукрашивание гомосексуального образа жизни» на телевидении и радио. Среди прочего, это означает, что реклама, ориентированная на ЛГБТ-сообщество, например, реклама профилактики ВИЧ/СПИДа, не может транслироваться.
В июле 2019 года сингапурский рэпер Джошуа Су, более известный как The G3shШ, совершил каминг-аут в новой песне под названием «Я в порядке», которая подчеркивает его детство, гомофобию, с которой он столкнулся, и примирение со своей сексуальностью. Несколько дней спустя он отказался от выступления на радио TEDx в знак протеста после того, как его подвергли цензуре и попросили не делать «деликатных» комментариев о его сексуальности. Согласно сообщениям, еще одному сингапурскому активисту за права геев в 2018 году запретили выступать на радио TEDx.

### Общественное мнение
Опрос 2005 года, проведенный Технологическим университетом Наньян, показал, что 69% сингапурцев относятся к гомосексуализму отрицательно, а 23% - положительно. В 2010 году эти цифры изменились до 64,5% в отрицательную и 25% в положительную сторону.
Согласно опросу 2013 года, проведенному Институтом политических исследований, 78% сингапурцев выступают против однополых браков.
Опрос общественного мнения 2018 года показал, что 55% сингапурцев считают, что геи не должны иметь права на неприкосновенность частной жизни. С другой стороны, треть сингапурцев заявили, что они больше принимают однополые отношения и права человека, чем пять лет назад.
В 2019 году опрос, проведенный YouGov с 1033 респондентами, показал, что около одной трети (34%) сингапурцев поддерживают однополые пары, в то время как 43% выступают против их легализации, а остальные 23% сомневаются. Поддержка была более заметной среди молодых респондентов: 50% людей в возрасте от 18 до 34 лет поддерживали гражданское партнерство, а 20% были против. Напротив, только 22% людей в возрасте 55 лет и старше поддержали легализацию. 41% обладателей университетского диплома согласились с легализацией однополых партнерств, в то время как только 26% респондентов без высшего образования высказались за. Из тех, кто считал себя «очень религиозным», только 23% поддержали гражданское партнерство. Поддержку выразили 51% людей, считающих себя «нерелигиозными». Помимо нерелигиозных людей, большинство сторонников однополых партнерств также было обнаружено у респондентов, которые идентифицировали себя как ЛГБТ (71% против 22%), и у тех, кто лично знал человека, состоящего в однополых отношениях (52% против 33%).
Опрос, проведенный Институтом политических исследований в период с августа 2018 года по январь 2019 года, показал, что сингапурское общество по-прежнему в значительной степени консервативно, но становится более либеральным в отношении прав ЛГБТ. Опрос показал, что более 20% людей заявили, что сексуальные отношения между взрослыми одного пола в большинстве случаев не были неправильными, что примерно на 10% больше, чем в 2013 году. Около 27% считают то же самое в отношении однополых браков (по сравнению с 15% в 2013 году) и 30% - с однополыми парами, усыновившими ребенка (по сравнению с 24% в 2013 году). 
Опрос 2019 года, проведенный Институтом политических исследований, показал, что сопротивление однополым бракам в Сингапуре упало до 60% по сравнению с 74% в 2013 году. Опрос также показал, что почти шесть из десяти сингапурцев в возрасте от 18 до 25 считают то же самое, что однополый брак - это не плохо.
В июне 2019 года онлайн-опрос, проведенный Yahoo Singapore, опросил 887 сингапурцев, как они отреагируют на ряд ситуаций, связанных с ЛГБТ. На вопрос о каминг-ауте члена семьи 53% респондентов ответили, что отреагируют отрицательно: 14% ответили «резко отрицательно», а 39% ответили «несколько отрицательно». На вопрос о каминг-ауте коллеги 53% ответили положительной реакцией, а 46% ответили отрицательной. Когда его спросили о браке Ли Хуану - внука премьер-министра-основателя Сингапура Ли Куан Ю - с его партнером Хэн Юйруй, 54% отрицательно отреагировали на брак. Между тем 46% отреагировали на это положительно. На вопрос о Pink Dot SG 55% респондентов ответили, что они полностью или частично поддерживают Pink Dot Singapore, но остальные 45% выступили против. 80% сингапурцев согласны с тем, что ЛГБТ-люди сталкиваются с дискриминацией.
В июне 2019 года онлайн-опрос, проведенный Blackbox Research, показал, что 56% сингапурцев выступали против других стран, последовавших примеру Тайваня, в легализации однополых браков, а 44% ответили «да». На вопрос о том, что они думают о том, что более 300 однополых пар заключили брак на Тайване в первую неделю после принятия нового закона, около 49% опрошенных положительно отозвались об этом заявлении, 14% - «полностью положительно» и 35% чувствуют себя «в некоторой степени позитивно». Напротив, 51% ответили на это отрицательно, 20% сочли «резко отрицательным» и 31% - «несколько отрицательно». Респондентов также спросили, как они относятся к декриминализации гомосексуализма в Бутане. Около 55% респондентов оценили положительно, 15% считали «полностью положительно», а 40% - «отчасти положительно». Напротив, около 44% ответили отрицательно, 11% сочли «резко отрицательным» и 33% посчитали «несколько отрицательным».

### Демография
В мае 2019 года исследование Национального университета Сингапура показало, что в Сингапуре насчитывается 210 000 мужчин, имеющих половые контакты с другими мужчинами. Оценки исследования более чем вдвое превышали предыдущие оценки в виде 90 000 подобного рода мужчин, и сообщалось, что они могут подвергаться риску концентрированной эпидемии ВИЧ.

### Pink Dot
Pink Dot SG - это ежегодное мероприятие, которое началось в 2009 году в поддержку сообщества лесбиянок, геев, бисексуалов и транссексуалов (ЛГБТ) в Сингапуре. В последние годы на митинг пришло рекордное количество зрителей - около 28 000 человек, причем большая часть их была среди молодежи. 29 июня 2019 года, во время 11-го мероприятия Pink Dot, мероприятие посетили Ли Сянь Ян, брат премьер-министра Ли Сянь Луна, а также его жена и второй сын Ли Хуану и муж Ли Хэн Юйруй